# Astro (Band)
Astro (Hangul: 아스트로) ist eine südkoreanische Boygroup der dritten K-Pop-Generation, die 2015 von Fantagio gegründet wurden. Ursprünglich eine sechsköpfige Gruppe, verließ Rocky am 28. Februar 2023 die Gruppe. Moonbin wurde am 19. April 2023 tot in seiner Wohnung aufgefunden. Viele K-Pop-Künstler sagten daraufhin aus Respekt für den Verstorbenen geplante Veröffentlichungen ab oder verschoben sie. Astro besteht aus vier Mitgliedern: JinJin, MJ, Cha Eunwoo und Sanha. Nach vielen Predebüt-Aktivitäten, bei denen sie schon durch ganz Korea tourten, hatten sie ihr offizielles Debüt am 23. Februar 2016 mit dem Song Hide&Seek. Nachdem sie 2016 drei Mini-Alben herausbrachten und ihre eigenen Konzerte halten durften, konnten sie sich einen Platz der herausragendsten Rookies 2016 sichern. Inzwischen haben sie mehrere Mini-Alben, Single-Alben und ein volles Studio-Album herausgebracht und konnten sich mit dem Song All Night ihren ersten Gewinn bei der Musik Show „The Show“ des koreanischen Senders SBS MTV sichern. Der offizielle Fanclub-Name lautet Aroha.

## Geschichte

### Pre-Debüt
Schon vor ihrem offiziellen Debüt waren die Astro Mitglieder Teil des i-Teen Project. Um an dem Programm teilnehmen zu können, mussten junge Talente die Auditions bestehen. Fans konnten die Trainees (darunter auch die Astro Mitglieder) durch Youtube-Videos kennen lernen. Außerdem nahmen die i-Teen Trainees am Lotte World Rising Star Showcase teil und traten von Dezember 2014 bis Februar 2015 jede Woche mit neuen Performances auf.
Im Juni 2015 hat Fantagio angekündigt, dass man ihre neue Boyband durch ein Webdrama kennenlernen kann. Den Namen der neuen Gruppe und die Mitglieder, stellte Fantagio am 13. August 2015 offiziell vor. Die erste Folge von To Be Continued wurde am 18. August 2015 auf Naver TVCast ausgestrahlt. Kim Sae-ron, Seo Kang-jun und Hello Venus spielten in den weiteren Hauptrollen.
Von September bis November 2015 traten Astro mit dem Meet U Project, in 20 Shows, an verschiedenen Orten in Korea auf. Zusätzlich hatten Astro im November und Dezember jeweils ein Mini Konzert / Fanmeet unter den Namen Mond-Date und Schneeflocken-Date.
Am 3. Januar 2016 nahm Eunwoo (noch unter seinem richtigen Namen, mit seiner Klasse) an der Quizshow The Golden Bell Challenge teil und durfte dort mit Astro auftreten. Kurz darauf, am 8. März, wurde eine Folge der KBS2 Quizshow 1 vs. 100 ausgestrahlt. Eunwoo, Moonbin, und MJ nahmen als Kandidaten teil und Eunwoo konnte sich den zweiten Platz sichern.
Die erste Folge von Astros erster Realityshow ASTRO OK! Ready wurde am 21. Januar 2016 auf MBC Every1 ausgestrahlt. Die 5 Episoden liefen wöchentlich zur Hauptsendezeit um 19 Uhr KST.

### Spring Up,Summer Vibes,Autumn Story(2016)
Ihr offizielles Debüt hatten Astro am 23. Februar 2016 mit dem Mini-Album Spring Up. Neben dem Titeltrack Hide&Seek (Hangul: 숨바꼭질) enthielt das Album vier weitere Songs, von denen man mache schon aus To Be Continued kannte. Bei ihrem Debut Showcase, bei dem alle 1,000 Plätze belegt waren, enthüllten Astro auch ihren offiziellen Fandom-Namen. AROHA (Hangul: 아로하) steht romanisiert für Astro Hearts All Fans und bedeutet 'Liebe' in der Maorischen Sprache. Am 25. Februar veröffentlichte die Gruppe ein weiteres Musikvideo zu dem Song Cat’s Eye (Puss in Boots). Der Song ist der letzte Track auf dem Album und wurde von der Gruppe schon während ihrer Pre-Debut Promotions präsentiert. In der ersten Woche nach der Veröffentlichung des Albums war es auf Platz 4 der koreanischen Gaon Music Charts und stieg kurze Zeit später auf #6 in die US-amerikanischen Billbord World Album Charts ein. Im März wurden Astro als einzige koreanische Gruppe zu den LeTV Entertainment Awards in China eingeladen.
Am 1. Juli 2016 veröffentlichten Astro ihr zweites Mini-Album Summer Vibes mit dem Titelsong Breathless (Hangul: 숨가빠). Das Album enthält insgesamt 6 Tracks, davon eine Akustik Version des Titelsongs. Das Album landete auf #6 der Billboard World Album Charts und war in der Woche das am höchsten platzierte K-Pop Album. Breathless konnte sich #21 der Billboard World Digital Song Charts sichern.
Am 30. und 31. Juli sind Astro bei der KCON in Los Angeles im Staples Center aufgetreten. Am 30. Juli hatten sie eine Special Performance mit Turbo und am 31. Juli traten sie mit ihren eigenen Songs auf. Nur 6 Monate nach ihrem Debüt, hielten Astro am 27. und 28. August 2016 unter dem Titel ASTRO 2016 MINI LIVE – Thankx AROHA ihre ersten Solo-Konzerte im KEPCO Art Center in Seoul. Bei jeder der drei Auftritte waren die 1000 Plätze so gut wie ausverkauft. Die Konzerte gingen ca. 1,5–2 Stunden. Astro spielten sowohl ihre eigenen Songs, als auch Coverversionen von anderen Gruppen. Am 3. September sind Astro ein Teil der 200sten Episode von MBC Musics Show Champion, welche als Konzert in Manila gehalten wird. Für ihre erste Asia-Tour ASTRO The 1st Season Showcase 2016 hielten Astro das erste Konzert mit 4,000 Fans in der Tsutoya O-East am 14. Oktober 2016 in Tokyo, Japan. Am 22. Oktober trafen sie ihre Fans in Jakarta und am 12. Februar 2017 hielten sie den Showcase in Bangkok.
Am 10. November 2016 veröffentlichten Astro ihr drittes Mini-Album Autumn Story mit dem Titelsong Confession (Hangul: 고백). Das Album wurde in zwei Versionen veröffentlicht (Rot und Orange). Es enthält insgesamt 6 Tracks, von denen der letzte ein Confession-Talk (2 Versionen) von je 3 Mitgliedern ist.
Am gleichen Tag wurde auch die erste Folge von Astros erster Reality Show, nach ihrem Debüt, ausgestrahlt. Astro Project A.si.a wurde auf MBC Every1 und MBC Music und der VApp ausgestrahlt. In den 5 Episoden mit je 25 Minuten begleitete das Kamerateam Astro zu den ersten zwei Stopps der Asia-Tour.
Am 21. November 2016 starteten Astro ein Crowdfunding über Makestar. Das Ziel war es 35.000.000₩ (ca. 29.000 €) zu sammeln, um ein Photobuch zu produzieren. Der Betrag, der mehr gespendet wird oder übrig bleibt, wird für einen guten Zweck gespendet. Am 9. Dezember war das Ziel schon erreicht und bis zum Ende des Crowdfundings am 31.12 sammelten Aroha über 120.000.000₩ (ca. 98.500 €) und schlugen damit den Rekord für das meiste gesammelten Geld bei einem abgeschlossenen Projekt von Makestar. Außerdem kamen für das Projekt die meisten Starmaker zusammen.

### Winter Dream, Dream Part.01(2017)
Am 9. Februar 2017 wurde bekanntgegeben, dass Astro am 22. Februar (einen Tag vor ihrem ersten Geburtstag) ihr neues Special-Album Winter Dream veröffentlichen werden, dessen Titelsong sie allerdings nur durch Fanmeetings promoten werden. Die ersten Teaserbilder wurden am 13. Februar zusammen mit dem Titelsongnamen, ungefähr zu übersetzen als I should've held on (Hangul: 붙잡았어야 해), veröffentlicht. Der offizielle Name des Titelsongs lautet Again und wurde erst mit dem Dance Practice Video zu dem Song allgemein bekannt. Zu der Single wurde kein Musikvideo veröffentlicht. Fantagio hat in einer Bekanntmachung mehrere Themen angesprochen. Darunter hat die Firma erklärt, dass zwar ein Musikvideo zu Again gedreht wurde, das Ergebnis aber nicht zu Astros Image passen würde und nicht mit den eigentlichen Plänen übereinstimmen würde. Aufgrund dieser Unzufriedenheit haben sich sowohl die Firma als auch die Gruppe selber dazu entschlossen, das Musikvideo nicht zu veröffentlichen. In einem Zug entschuldigte sich die Firma auch dafür, dass sie es zeitlich nicht geschafft haben, ein Dancepractice Video für Confession zu drehen.
Am 26. Februar 2017 hielten Astro ein Fanmeeting mit dem Titel The 1st ASTRO AROHA Festival speziell für Fans, die eine offizielle Mitgliedschaft für die erste Generation des Fanclubs gekauft haben.
Am 17. und 18. März traten Astro bei der KCON in Mexico auf.
Unter dem Namen 'Special DDOCA' habe Astro am 1. April ein Video für den dritten Song auf dem Winter Dream Album You&Me (Thanks Aroha) veröffentlicht.
Am 19. Mai traten sie auf der KCON in Japan auf. Dort gaben sie bekannt, dass sie im August 2 Solo-Konzerte in Japan halten werden. Eins in Tokyo und eins in Osaka.
Am 10. Mai wurde der erste Teaser für Astros erstes Comeback nach der Beendigung des Jahreszeiten-Konzepts auf ihr veröffentlicht. Am 29. Mai veröffentlichten Astro ihr viertes Mini-Album Dream Part.01 mit dem Titelsong Baby.
Am 2. Juni wird auf KBS2 die erste Folge vom Drama The Best Hit ausgestrahlt, in dem Eunwoo die Rolle von MJ, einem rebellischen Top Star, spielt.
Am 2. September werden Astro bei einer Spezial Folge von Music Bank in Jakarta auftreten.

### Comeback 2025
Nach drei Jahren Pause feierte die südkoreanische K-Pop-Boygroup ihr Bühnen-Comeback. Unter dem Titel „The 4th ASTROAD [Stargraphy]“ fanden zwei große Konzerte in der Inspire Arena in Incheon statt.

## Mitglieder
| Name                 | Geburtsname          | Geburtstag (Alter)                    | Geburtsort | Position                         |
| -------------------- | -------------------- | ------------------------------------- | ---------- | -------------------------------- |
| JinJin 진진          | Park Jin-woo 박진우  | 15. März 1996 (29)                    | Ilsan      | Team leader Lead Dance, Main Rap |
| MJ 엠제이            | Kim Myung-jun 김명준 | 5. März 1994 (31)                     | Suwon      | Main Vocal                       |
| Cha Eunwoo 차은우    | Lee Dong-min 이동민  | 30. März 1997 (28)                    | Gunpo      | Vocal, Visual                    |
| Sanha 산하           | Yoon San-ha 윤산하   | 21. März 2000 (25)                    | Seoul      | Lead Vocal                       |
| Ehemalige Mitglieder |                      |                                       |            |                                  |
| Rocky 라키           | Park Min-hyuk 박민혁 | 25. Februar 1999 (26)                 | Jinju      | Vocal, Main Dance, Lead Rap      |
| Moonbin 문빈         | Moon Bin 문빈        | 26. Januar 1998 (25) † 19. April 2023 | Cheongju   | Lead Vocal, Main Dance           |

## Diskografie

### Studioalben
| Jahr | Titel Musiklabel                        | Höchstplatzierung, Gesamtwochen, AuszeichnungChartplatzierungen (Jahr, Titel, Musiklabel, Platzierungen, Wochen, Auszeichnungen, Anmerkungen) | Höchstplatzierung, Gesamtwochen, AuszeichnungChartplatzierungen (Jahr, Titel, Musiklabel, Platzierungen, Wochen, Auszeichnungen, Anmerkungen) | Anmerkungen                                                  |
| Jahr | Titel Musiklabel                        | KR | JP | Anmerkungen                                                  |
| ---- | --------------------------------------- | --- | --- | ------------------------------------------------------------ |
| 2019 | All Light fantagio music                | KR1 (26 Wo.)KR | — | Erstveröffentlichung: 16. Januar 2019 Verkäufe KR: + 135.847 |
| 2021 | All Yours fantagio music                | KR1 Platin · (5 Wo.)KR | — | Erstveröffentlichung: 5. April 2021 Verkäufe KR: + 360.911   |
| 2022 | Drive to the Starry Road fantagio music | KR1 Platin · (2 Wo.)KR | — | Erstveröffentlichung: 16. Mai 2022 Verkäufe KR: + 253.767    |

### EPs
| Jahr | Titel Musiklabel                                          | Höchstplatzierung, Gesamtwochen, AuszeichnungChartplatzierungen (Jahr, Titel, Musiklabel, Platzierungen, Wochen, Auszeichnungen, Anmerkungen) | Höchstplatzierung, Gesamtwochen, AuszeichnungChartplatzierungen (Jahr, Titel, Musiklabel, Platzierungen, Wochen, Auszeichnungen, Anmerkungen) | Anmerkungen                                                    |
| Jahr | Titel Musiklabel                                          | KR | JP | Anmerkungen                                                    |
| ---- | --------------------------------------------------------- | --- | --- | -------------------------------------------------------------- |
| 2016 | Spring Up fantagio music, INTERPARK, Windmill ENT Co.     | KR4 (40 Wo.)KR | — | Erstveröffentlichung: 23. Februar 2016 Verkäufe KR: + 26.712   |
| 2016 | Summer Vibes fantagio music, INTERPARK, Windmill ENT Co.  | KR2 (21 Wo.)KR | — | Erstveröffentlichung: 1. Juli 2016 Verkäufe KR: + 31.288       |
| 2016 | Autumn Story fantagio music, INTERPARK, Windmill ENT Co.  | KR6 (16 Wo.)KR | — | Erstveröffentlichung: 10. November 2016 Verkäufe KR: + 78.829  |
| 2017 | Dream Part.01 fantagio music, INTERPARK, Windmill ENT Co. | KR1 (15 Wo.)KR | — | Erstveröffentlichung: 29. Mai 2017 Verkäufe KR: + 119.126      |
| 2017 | Dream Part.02 fantagio music, INTERPARK, Windmill ENT Co. | KR2 (11 Wo.)KR | — | Erstveröffentlichung: 1. November 2017 Verkäufe KR: + 86.290   |
| 2018 | Rise Up fantagio music, INTERPARK                         | KR2 (27 Wo.)KR | — | Erstveröffentlichung: 24. Juli 2018 Verkäufe KR: + 52.391      |
| 2019 | Venus Universal Music Japan                               | — | JP3 (3 Wo.)JP | Erstveröffentlichung: 3. April 2019 Verkäufe JP: + 30.401      |
| 2019 | Blue Flame fantagio music                                 | KR2 (11 Wo.)KR | — | Erstveröffentlichung: 20. November 2019 Verkäufe KR: + 131.485 |
| 2020 | Gateway fantagio music                                    | KR1 (34 Wo.)KR | — | Erstveröffentlichung: 4. Mai 2020 Verkäufe KR: + 130.971       |
| 2021 | Switch On fantagio music                                  | KR1 Platin · (7 Wo.)KR | — | Erstveröffentlichung: 2. August 2021 Verkäufe KR: + 310.979    |

### Single-Alben
| Jahr | Titel Musiklabel                                        | Höchstplatzierung, Gesamtwochen, AuszeichnungChartsChartplatzierungen (Jahr, Titel, Musiklabel, Platzierungen, Wochen, Auszeichnungen, Anmerkungen) | Anmerkungen                                                  |
| Jahr | Titel Musiklabel                                        | KR | Anmerkungen                                                  |
| ---- | ------------------------------------------------------- | --- | ------------------------------------------------------------ |
| 2017 | Winter Dream fantagio music, Interpark, Windmill ENT Co | KR2 (12 Wo.)KR | Erstveröffentlichung: 22. Februar 2017 Verkäufe KR: + 30.157 |
| 2020 | One & Only fantagio music                               | KR4 (1 Wo.)KR | Erstveröffentlichung: 13. März 2020 Verkäufe KR: + 30.000    |

### Singles
| Jahr | Titel Album                                            | Höchstplatzierung, Gesamtwochen, AuszeichnungChartsChartplatzierungen (Jahr, Titel, Album, Platzierungen, Wochen, Auszeichnungen, Anmerkungen) | Anmerkungen                |
| Jahr | Titel Album                                            | KR | Anmerkungen                |
| ---- | ------------------------------------------------------ | --- | -------------------------- |
| 2016 | Cat’s Eye / Puss in Boots (장화 신은 고양이) Spring Up | — | Erstveröffentlichung: 2016 |
| 2016 | Hide&Seek (숨바꼭질) Spring Up                         | — | Erstveröffentlichung: 2016 |
| 2016 | Breathless (숨가빠) Summer Vibes                       | — | Erstveröffentlichung: 2016 |
| 2016 | Confession (고백) Autumn Story                         | — | Erstveröffentlichung: 2016 |
| 2017 | Again (붙잡았어야 해) Winter Dream                     | — | Erstveröffentlichung: 2017 |
| 2017 | Baby Dream Part.01                                     | — | Erstveröffentlichung: 2017 |
| 2017 | Crazy Sexy Cool (니가 불어와) Dream Part.02            | — | Erstveröffentlichung: 2017 |
| 2018 | Always You (너잖아) Rise Up                            | — | Erstveröffentlichung: 2018 |
| 2019 | All Night (전화해) All Light                           | KR154 (1 Wo.)KR | Erstveröffentlichung: 2019 |
| 2019 | Hanasakemirai (花咲ケミライ) Venus                     | — | Erstveröffentlichung: 2019 |
| 2019 | Blue Flame                                             | — | Erstveröffentlichung: 2019 |
| 2020 | Knock (날 찾아가) Gateway                              | KR129 (1 Wo.)KR | Erstveröffentlichung: 2020 |
| 2021 | One All Yours                                          | KR17 (1 Wo.)KR | Erstveröffentlichung: 2021 |
| 2021 | After Midnight Switch On                               | KR4 (1 Wo.)KR | Erstveröffentlichung: 2021 |
| 2022 | Candy Sugar Pop Drive to the Starry Road               | KR10 (1 Wo.)KR | Erstveröffentlichung: 2022 |

### Musikvideos
| Jahr | Titel                         | Andere Versionen                                                                                   |
| ---- | ----------------------------- | -------------------------------------------------------------------------------------------------- |
| 2016 | Cat’s Eye (장화 신은 고양이)  | Animal Version                                                                                     |
| 2016 | Hide&Seek (숨바꼭질)          | Performance Version; Dance Practice                                                                |
| 2016 | Breathless (숨가빠)           | Dance Practice                                                                                     |
| 2016 | Confession (고백)             | |
| 2017 | Baby                          | Performance Version; Dance Practice; Behind Cut                                                    |
| 2017 | Crazy Sexy Cool (니가 불어와) | Dance Practice; Special Dance Practice                                                             |
| 2018 | Always You (너잖아)           | Performance Cut                                                                                    |
| 2019 | All Light (전화해)            | Dance Practice; Performance Version; Special Dance Practice; Special Dance Practice: Angel Version |
| 2019 | Blue Flame                    | Special Dance Practice                                                                             |
| 2019 | Hanasakemirai (花咲ケミライ)  | |
| 2020 | Knock (널 찾아가)             | |
| 2021 | One                           | |
| 2021 | After Midnight                | |
| 2021 | Alive                         | |
| 2022 | Candy Sugar Pop               | |
| 2022 | U&Iverse                      | |

## Filmografie

### Dramen
| Titel                          | Original-Titel       | Sender        | Jahr | Member         | Rolle                 | Sonstiges                                                               |
| ------------------------------ | -------------------- | ------------- | ---- | -------------- | --------------------- | ----------------------------------------------------------------------- |
| Boys Over Flowers              | 꽃보다 남자          | KBS2          | 2009 | Moonbin        | Seo Lee-Jeong (jung)  | Cameo in Rückblenden                                                    |
| Persevere, Goo Hae Ra          | 칠전팔기, 구해라     | Mnet          | 2015 | Moonbin, Rocky | Trainees              | Cameo (Episode 1)                                                       |
| To Be Continued                | 투 비 컨티뉴드       | Naver TV Cast | 2015 | alle           | sich selber           | Webdrama, Debütdrama                                                    |
| My Romantic Some Recipe        | 마이로맨 썸 레시피   | Naver TV Cast | 2016 | Cha Eunwoo     | sich selber           | Webdrama, in Episode 6 haben die anderen Member auch einen Gastauftritt |
| The Best Hit                   | 최고의 한방          | KBS2          | 2017 | Cha Eunwoo     | MJ                    | Nebenrolle                                                              |
| Revenge Note                   | 복수노트             | oksusu        | 2017 | Cha Eunwoo     | sich selber           | Nebenrolle                                                              |
| My ID is Gangnam Beauty        | 내 아이디는 강남미인 | JTBC          | 2018 | Cha Eunwoo     | Do Kyung-seok         | Hauptrolle // Romantische Komödie                                       |
| Rookie Historian Goo Hae-ryung | 신입사관 구해령      | MBC           | 2019 | Cha Eunwoo     | Yi Rim (Prince Dowon) | Hauptrolle // Historisch, Romantische Komödie                           |
| At Eighteen                    | 열여덟의 순간        | JTBC          | 2019 | Moonbin        | Jung Oh-je            | Nebenrolle // bester Freund des Hauptcharakters                         |
| Soul Plate                     |                      | KBS Youtube   | 2019 | alle           | Engel                 | Webdrama                                                                |
| Love Formula 11M               |                      |               | 2019 | Sanha          | Tae-oh                | Webdrama, Hauptrolle                                                    |

### Filme
| Titel             | Original-Titel   | Jahr | Member     | Rolle                | Sonstiges  |
| ----------------- | ---------------- | ---- | ---------- | -------------------- | ---------- |
| My Brilliant Life | 두근두근 내 인생 | 2014 | Cha Eunwoo | Han Ah-Reum (gesund) | Nebenrolle |

### Musikvideo-Auftritte
| Titel      | Gruppe      | Jahr | Member     |
| ---------- | ----------- | ---- | ---------- |
| Ballons    | TVXQ        | 2006 | Moonbin    |
| Mysterious | Hello Venus | 2016 | Cha Eunwoo |

### Reality-Shows
| Titel                                | Kor. Titel                 | Sender        | Jahr | Member | Sonstiges |
| ------------------------------------ | -------------------------- | ------------- | ---- | ------ | --------- |
| Korea’s Got Talent                   | 코리아 갓 탤런트           | tvN           | 2011 | Rocky  | Kandidat  |
| Astro OK! Ready                      | Astro OK!준비완료          | MBC Music     | 2016 | alle   |           |
| Astro Project – Asia                 | 아스트로 프로젝트 아.시.아 | MBC Music     | 2016 | alle   |           |
| 2018 ASTRO GLOBAL FAN MEETING IN USA |                            | ASTRO Youtube | 2018 | alle   |           |

## Konzerte
- ASTRO Mond- und Schneeflocken-Date (2015)
- KCON LA (2016)
- ASTRO Mini Live „Thankx Aroha“ (2016)
- MBC SHOW CHAMPION in Manila (2016)
- 1ST SEASON SHOWCASE (Tokio, Jakarta, Bangkok, Taipei, Hongkong, Singapur) (2016–2017)
- The 1st Astro Aroha Festival (2017)
- KCON Mexico (2017)
- KCON Japan (2017)
- The 1st ASTROAD (2017–2018)
  - 15. – 16. Juli 2017 – Seoul
  - 24. – 25. August 2017 – Osaka
  - 28./29. August 2017 – Tokyo
  - 20. Januar 2018 – Taipei
- The 2nd ASTROAD (2019)
  - 16. März – Taipei
  - 19. März – New York
  - 21. März – Dallas
  - 24. März – Los Angeles
  - 26. März – San Francisco
  - 30. März – Hong Kong
  - 27. April – Bangkok
- KPOP BIG 5 CONCERT (Düsseldorf, 2019, ohne Eunwoo)
- Live on WWW(2020)
  - 28. Juni

## Werbeverträge
Ende 2014 wurde jetziges Astro Member Cha Eunwoo noch unter seinem richtigen Namen ausgewählt, das neue Gesicht für die koreanische Kosmetikmarke Shara Shara zu werden und hat seinen Vorgänger, Infinite Mitglied L, abgelöst.
Nur zwei Wochen nach ihrem Debüt, am 3. März 2016, haben Astro einen Vertrag mit Schuluniform Marke PL Schoolwear (Hangul: 피엘스쿨웨어) unterschrieben.
Im April 2016 wurden Astro als Model für die Kosmetikmarke LovLuv (Hangul: 러블럽) ausgewählt.
Ende 2016 wurden Astro zum Gesicht von Chickenmania (Hangul: 치킨매니아).
Seit dem 1. November 2017 sind Astro die neuen Models für Secretday (Hangul: 시크릿데이), eine koreanische Marke für Frauenbinden.